# Stur (revue)
Pour les articles homonymes, voir Stur.
Stur est une revue bimestrielle bretonne d'études politiques, fondée par Olier Mordrel en 1934 dans l'optique de donner au mouvement breton une assise idéologique de haut niveau. Quoique faisant partie du mouvement des « relèves », la revue propose un national-socialisme bretonnisé. Publiée de 1934 à 1939 puis de 1942 à 1944, son audience est néanmoins très faible et cantonnée à la frange la plus extrémiste du mouvement breton.

## Origines
Déplorant l'absence d'une revue intellectuelle au sein du mouvement breton, rôle que Breiz Atao n'assume pas, Olier Mordrel envisage dès 1927 la création d'une revue d'études politiques en collaboration avec Maurice Duhamel. La revue serait nommée Gwerin (« le peuple » en breton, au sens de « prolétariat »). Repoussée à plusieurs reprises en raison des difficultés financières personnelles de Mordrel et du parti Unvaniez Yaouankiz Vreiz (UYV), sa parution est toutefois annoncée dans le numéro de Breiz Atao du 1er septembre 1927. Cette annonce prend place dans le cadre de la transformation de l’UYV en parti autonomiste breton (PAB), qui amorce pour Mordrel un renouveau du mouvement breton. Aucun numéro ne paraîtra du fait des difficultés financières persistantes. En 1930, la parution est officiellement repoussée sine die lors du congrès du PAB à Saint-Brieuc.
Cependant que la parution est indéfiniment repoussée, des revues concurrentes voient le jour, telles qu’Adsao de l'abbé Madec ou Kornog issue du mouvement artistique des Seiz Breur et que Mordrel ne se lasse pas de critiquer vertement : « Nous n'avons pas besoin d'une revue d'esthètes, mais d'un instrument de travail et de pénétration »,. L'explosion du parti autonomiste breton en 1931, le difficile démarrage du Parti national breton qui suit, et l'investissement de Mordrel dans sa carrière d'architecte retardent encore le projet, qui finit toutefois par voir le jour en 1934 sous le nom de Stur (le « gouvernail » en breton).

## Idéologie
Évoquée par Olier Mordrel dans Breiz Atao dès janvier 1934, Stur se veut une revue d'études politiques apte à recevoir des publications d'un haut niveau intellectuel et à même de donner une base idéologique au mouvement breton. Mordrel se remet alors difficilement de l'échec de la publication de SAGA dans Breiz Atao en mars 1933. Ce programme d'inspiration national-socialiste n'a en effet pas trouvé son public et a été très critiqué au sein du mouvement en raison, non pas de son caractère nazi, mais des traits personnalistes qu'il contient. Mordrel voit dans Stur le moyen d'offrir au lecteur une relecture de son programme national-socialiste breton SAGA.
Les influences présidant à l'idéologie mordrelienne, et donc de la revue dont il est le principal contributeur, sont diverses. L'influence de l'Allemagne et du nazisme est perceptible dès le premier numéro où sont publiés des textes de Goebbels et d'Hitler. La revue est également baptisée Stur en référence à Spur, nom de la « revue du Jeune Allemand » (Zeitschrift des deutschen Jungen), dont Mordrel a lu quelques numéros par l'entremise de ses amis allemands. La signification en français, « gouvernail », reflète la ligne éditoriale ambitieuse qui veut rassembler l'élite intellectuelle bretonne et la guider vers la refondation du pays. En cela, Stur s'inspire aussi de la revue Plans de Philippe Lamour qui prétend « s'appuyer sur une jeunesse entreprenante pour régénérer la France et chercher les bases d'une civilisation nouvelle ».
Stur s'inscrit pleinement dans le mouvement des « relèves » qui s'étend alors dans toute l'Europe. Mordrel y dénonce pêle-mêle le désordre ambiant, le capitalisme, le marxisme, les partis, la divinisation de l'État et l'inféodation de l'Homme à la technique. Un cercle de réflexion comme le groupe X-Crise y est également vilipendé. On retrouve les thèmes traités dans Plans, mais également dans la revue Esprit d'Emmanuel Mounier. Mordrel compulse dans chaque numéro des sujets de fond, des critiques littéraires, théâtrales, cinématographiques, des poèmes. La ressemblance avec ses modèles va jusqu'aux photos des mêmes sujets imprimés sur le même papier glacé. Malgré cette inspiration manifeste, Stur ne peut pas être considérée comme un clone de ces revues parisiennes. En effet, quoique fasciné par Mounier, Mordrel considère les intellectuels parisiens comme trop tournés vers les « spéculations intellectuelles » et trop éloignés du peuple.
Tentant de définir l'essence même de la Bretagne, il élude la question en faisant la part belle à l'existence naturelle d'un instinct breton, qui ne s'explique pas. Il écrit ainsi : « Nous sommes patriotes bretons, non parce qu'il est bon que nous le soyons, mais parce que nous le sommes, comme on est blond ou brun ». Ainsi, au contraire des nazis qui l'inspirent, et fidèle à sa condamnation du rationalisme, il ne fait pas reposer son racisme sur des concepts scientifiques.
Par exemple, dans le premier numéro paru en septembre 1934, Olier Mordrel affiche clairement ses idées, écrivant notamment : « Le fascisme est force, jeunesse et renouveau » ; il adopte les théories racistes des nazis, notamment dans un article du numéro 10 de cette même revue Stur intitulé « Racisme breton ».

## Rayonnement
Les débuts de Stur sont très difficiles : deux mois après la parution du premier numéro en septembre 1934, qui assemble des articles neufs avec des articles plus anciens, repris d'anciennes publications et parfois contradictoires entre eux, la revue ne compte que dix-sept abonnés. Ils ne sont que cinquante-huit au second numéro ; la centaine n'étant dépassée qu'après un an. Sébastien Carney indique que « le vocabulaire employés et les concepts manipulés ont pu sembler obscurs à plus d'un ». Mordrel vit mal ce demi-échec, d'autant que la revue Esprit, un de ses modèles, tire à plus de cinq cents exemplaires au bout d'un an. Échangeant en 1934 avec Georges Izard sur l'aperçu doctrinal présenté dans Stur, Mordrel se voit rétorquer que « c'est un peu canulardesque ».
Stur cesse de paraître en 1939 lorsqu'Olier Mordrel part en Allemagne quelques jours avant la déclaration de guerre. Les parutions reprennent quand il se réinstalle en Bretagne, à Rennes, à partir de mai 1942, avec l'accord des autorités allemandes et l'aide de son cousin Yann Bricler qui en devient l'administrateur. Pendant plus d'un an, le « nouveau » Stur promeut désormais systématiquement le national-socialisme dans sa transposition bretonne, le racisme, l'antisémitisme et la victoire de l'Allemagne et de ses alliés. Mordrel écrit ainsi en 1942 qu'une « victoire des démocraties judéo-anglo-saxonnes nous ramènerait en quelques semaines à la décomposition avancée par la démagogie universelle, le mélange des races, la talmudisation de la vie intellectuelle et l'érotisme frénétique du type négro-américain ». Les six numéros publiés pendant la guerre ont une faible audience, ne touchant que la frange la plus extrémiste du mouvement breton.